# 極惡非道2
是一部2012年的日本黑帮电影，由北野武執導，本片是2010年電影《极恶非道》的续集，由北野武、三浦友和、小日向文世主演，入围第69屆威尼斯影展正式競賽單元。本片的續集是2017年上映的《全員惡人最終章》。

## 剧情
自从五年前阴谋篡位成功以来，加藤（三浦友和 饰）在石原（加濑亮 饰）的辅佐下带领山王会迅速蹿升，一时间风光无限。另一方面，组织内老派干部受到石原排挤，心生不满；警方敏锐注意到山王会的动向，暗中部署行动，狡猾的片冈刑警（小日向文世 饰）出于自身利益，挑动大友（北野武饰）与自己的老东家为敌。黑帮之间的大火并一触即发。

## 角色
- 北野武 飾 大友
- 三浦友和 飾 加藤
- 加濑亮 飾 石原
- 小日向文世 飾 片冈
- 松重丰 飾 繁田
- 西田敏行 飾 西野